# Tigriopus raki
Tigriopus raki är en kräftdjursart som beskrevs av Edward Bradford 1967. Tigriopus raki ingår i släktet Tigriopus och familjen Harpacticidae. Inga underarter finns listade i Catalogue of Life.